# أليكس لانكشير
أليكس لانكشير (بالإنجليزية: Alex Lankshear)‏ (مواليد 8 سبتمبر 2002) هو لاعب كرة قدم إنجليزي، يلعب كظهير أيسر لنادي بلاكبول.